# RQ-15海王星無人機
RQ-15海王星無人機（英語：Neptune）是一款由李奧納多 DRS研製的偵察無人機。RQ-15的設計主要針對水上性能，並且能夠船艦上進行水上起降。RQ-15的發動機放在機體較高的位子，以便在起飛和著陸時保持乾燥。海王星還可以透過氣動彈射器在滑橇上發射。

## 設計
RQ-15可以拆卸成三個部分並由兩個人運輸，並組裝成發射器和運輸箱。發射器是壓縮空氣式的，但一組管子位於機身一側，使發射器能夠小型化，從而可以在小型船舶上進行操作。RQ-15可以在常規跑道上降落，同樣也可以使用降落傘降落或在水上降落。而較易損壞的發動機、電氣系統和傳感器都包含在拆卸部件LRU（Line Replaceable Unit) 之中。
地面側控制系統是使用Windows的系統，運行在DRS的Appliqué 330筆記型電腦上，並且可以同時指定多達250個飛行目標地點。